# Johann Feil
Johann (von) Feil, auch Hanns (von) Feil (* 13. Juni 1896 in Leonfelden, Österreich-Ungarn; † 31. Jänner 1957 in Mittenwald, Bundesrepublik Deutschland), war ein österreichischer SS-Oberführer und Befehlsgeber für die Morde in der Pogromnacht am 9. November 1938 in Innsbruck.

## Leben
Feil wurde in einer oberösterreichischen Beamtenfamilie geboren und hatte sieben Geschwister. Nach dem Schulbesuch absolvierte er die Lehrerbildungsanstalt in Linz, wo er im März 1915 maturierte. Danach wurde er umgehend in die Gemeinsame Armee eingezogen. Während des Ersten Weltkrieges diente er hauptsächlich an italienischen Kriegsschauplätzen. Feil wurde 1919 im Rang eines Leutnants der Reserve aus der Armee entlassen und trat seinen erlernten Beruf als Fachlehrer für kunstgewerbliches Zeichnen in Schärding, später in Linz, an. In den 1920er Jahren engagierte er sich im sozialdemokratisch-gewerkschaftlichen Milieu. 1926 heiratete er Maria Cembran (* 1907 in Nago/Südtirol, +1997 Innsbruck), aus der Ehe gingen drei Kinder hervor. Ein weiteres Kind wurde 1924 unehelich geboren.
Zum 1. April 1932 trat Feil der NSDAP (Mitgliedsnummer 900.434) und der SA bei, noch am 1. Juli 1932 erfolgte der Übertritt zur SS (SS-Nummer 41.937) und die Ernennung zum SS-Hauptsturmführer der 37. SS-Standarte Linz. 1933 bereits SS-Obersturmbannführer, fiel er in seinem Lehrberuf immer wieder durch Agitation für die NSDAP auf, wurde Anfang 1934 deswegen zu fünf Tagen Arrest verurteilt und vom Staatsdienst suspendiert. Im Mai 1934 wieder als Fachlehrer eingestellt, wurde Feil am 15. Juni 1934 zum Leiter der 76. SS-Standarte Salzburg ernannt. Am 25. Juli 1934 war Feil in den Juliputsch der NSDAP und die Ermordung von Bundeskanzler Engelbert Dollfuß verstrickt, wurde polizeilich gesucht und musste aus Österreich flüchten. Er trat nach kurzem Aufenthalt in der Tschechoslowakei ins nationalsozialistische Deutsche Reich über und wurde aus Österreich ausgebürgert. Feil wurde vom SS-Hilfswerk in Dachau betreut. Von Oktober 1935 bis März 1938 führte er die 17. SS-Standarte in Celle. Bei der Allgemeinen SS erreichte er im März 1938 den Rang eines SS-Oberführers. Seit Dezember 1934 war er deutscher Staatsbürger.

## Pogromnacht 1938 in Innsbruck
Feil wurde nach dem Anschluss Österreichs am 21. März 1938 zum SS-Oberführer und zum Hauptamtlichen Führer für den SS-Abschnitt XXXVIII mit Sitz in Innsbruck ernannt. In der Pogromnacht am 9./10. November 1938 wurden von Feil sogenannte Rollkommandos zusammengestellt. Sie hatten die Aufgabe, gewaltsame Aktionen gegen jüdische Mitglieder der Innsbrucker Gesellschaft zu führen. Dabei war zwar die Mitnahme von Schusswaffen untersagt, gleichzeitig gab Feil die Instruktion „bei dem geringsten Anschein von Widerstand diesen mit jeden Mitteln zu brechen“. Feil gab keinen ausdrücklichen Befehl, die Juden zu töten, räumte aber im 1939 durchgeführten Parteiverfahren gegen die Täter ein, dass „die Untergebenen aus seinen Worten den Schluß hätten ziehen können müssen und auch ziehen sollen, daß es bei der Durchführung der ‚Vergeltungsmaßnahmen‘ auf das Leben eines Juden nicht ankomme“ (Zitat aus dem „Beschluss betreffend Einstellung des Verfahrens des Obersten Parteigerichts gegen SS-Hauptsturmführer Hans Aichinger und andere wegen Mordes“, am 9. Februar 1939). Die Toten und Verletzten der Innsbrucker Pogromnacht gehen nach übereinstimmenden Aussagen mehrerer Beteiligter und auch aufgrund seines eigenen Bekenntnisses im Verfahren auf Feils Befehl zurück.
Der Vorgang hatte sich folgendermaßen abgespielt: Während der Novemberpogrome in der Nacht vom 9. auf den 10. November 1938 ließ Gauleiter Franz Hofer um 1 Uhr früh Feil wissen, dass sich die „kochende Volksseele“ auch in Innsbruck zeigen müsse. Feil ließ daraufhin um 2.30 Uhr ihm untergebene SS-Männer in Zivil antreten. Die SS-Männer wurden auf drei Gruppen aufgeteilt und wurden durch Feil angewiesen „Juden in der Gänsebacher Straße ohne Aufsehen zu töten“, obwohl Feil selbst durch Hofer keinen Mordbefehl erhalten hatte. Im ersten Stock der Gänsbacher Straße 4 wurde der Ingenieur Richard Graubart im Beisein seiner Familie durch Messerstiche tödlich verletzt und im Stockwerk darüber sein Nachbar Wilhelm Bauer auf dem Hausflur mit Schlagwerkzeugen und Messerstichen so schwer misshandelt, dass er auf dem Weg ins Krankenhaus starb. Der Präsident der Israelitischen Kultusgemeinde für Tirol und Vorarlberg, Richard Berger, wurde – nur mit Schlafanzug und Mantel bekleidet – unter dem Vorwand, zur örtlichen Gestapodienststelle zu fahren, gezwungen, in einen Wagen zu steigen. Der Wagen fuhr Richtung Kranebitten und Berger wurde schließlich gezwungen, aus dem Wagen auszusteigen. Er wurde unter grausamen Umständen ermordet und seine Leiche in den Inn geworfen. Im Zuge dieser Morde wurde weitere Juden in Innsbruck schwer verletzt. Das jüdische Gemeindehaus ließ Feil danach als Dienstsitz der örtlichen SS-Abschnittsführung konfiszieren.

## Kriegskarriere
Während des Zweiten Weltkrieges trat er in die Waffen-SS ein und gehörte ab Mai 1940 den SS-Totenkopfstandarten an. Beim SS-Totenkopfwachbataillon Oranienburg war er von Februar bis August 1941 eingesetzt. Im August 1941 wurde er Kommandeur des SS-Truppenübungsplatzes Heidelager bei Debica. Von April 1942 bis Juni 1942 war er bei der 7. SS-Freiwilligen-Gebirgs-Division „Prinz Eugen“ und kurzzeitig bei der 6. SS-Gebirgs-Division „Nord“ eingesetzt. Als SS-Stadtkommandeur von Prag war er unmittelbar nach dem Attentat auf Reinhard Heydrich im Juni 1942 und ab Mitte Juli 1942 als Kommandeur des SS-Truppenübungsplatzes Beneschau in Böhmen eingesetzt worden. Bei der Waffen-SS erreichte er im September 1942 den Rang eines Standartenführers der Reserve. Gesundheitsbedingt wurde er Anfang Oktober 1942 aus dem Dienst der Waffen-SS entlassen. Danach führte er hauptamtlich den SS-Abschnitt XXXVI und ab 1943 den SS-Abschnitt XXXXIII in „Litzmannstadt“. Er war Träger des Kriegsverdienstkreuzes I. und II. Klasse mit Schwertern.
Später wurde er nochmals reaktiviert und war von Mitte März 1944 bis zum September dieses Jahres SS- und Polizeikommandeur in Udine. Nach Konflikten verlangte Friedrich Rainer Feils Ablösung und dieser wurde zur „Einarbeitung“ zum Polizeipräsidenten nach Linz gesandt. Im Frühjahr 1945 meldete er sich freiwillig zum Endkampf um Berlin und erlitt eine Kopfverletzung.

## Rattenlinie nach Argentinien
Feil geriet in englische Kriegsgefangenschaft. Nach dem Krieg wurde er wegen seiner aktiven Beteiligung an den Judenpogromen in Innsbruck auf die österreichische Kriegsverbrecherliste Nr. 2 gesetzt. 1948 kam Hanns Feil durch gezieltes Hungern – durch das er sich in einen lebensgefährlich schlechten Zustand versetzte – und mit Unterstützung der „Stillen Hilfe“ aus der Gefangenschaft frei und wurde von seiner Familie nach Reith bei Seefeld in Tirol geschafft. Von dort wurde er mit Hilfe von Tiroler Gesinnungsgenossen, des katholischen Bischofs Alois Hudal, kirchlicher Stellen und italienischer Faschisten illegal nach Rom gebracht, wo er die nächsten Jahre verbrachte, um mit einer der „Rattenlinien“ nach Argentinien ausgeschifft zu werden. Obwohl gegen ihn ein Haftbefehl bestand, reiste Feil in den frühen 50er-Jahren mehrmals nach Deutschland und Österreich. Aufgrund der strengen Einreisebestimmungen konnte Feil erst im Dezember 1954 von Genua mit dem Schiff nach Argentinien aufbrechen. Dort nannte er sich Johann Peter (Juan Pedro) Greil und hielt sich – als gelernter Kunstmaler – mit Zeichnungen, Karikaturen und Gelegenheitsarbeiten über Wasser. Im März 1956 erkrankte er an Lungenkrebs, wurde in Argentinien operiert (für die Kosten kamen 'reiche Freunde' auf) und kehrte Ende Juni 1956 mit einem Flug, den ihm ebenfalls seine 'Freunde' bezahlten, nach Europa zurück. Er wurde erst in Hannover behandelt, als sich sein Leiden als unheilbar herausstellte, wurde er mit Hilfe der Prinzessin Isenburg nach Mittenwald bei Garmisch-Partenkirchen gebracht. Dort wurde er von seiner Familie und Freunden betreut, bis er am 31. Januar 1957 verstarb und am dortigen Friedhof begraben wurde (sein Grab wurde 20 Jahre später aufgelassen). Johann von Feil zeigte in den zahlreichen Briefen, die er hinterließ, keinerlei Schuldeinsicht oder gar Reue und ist nie wegen der ihm zur Last gelegten Taten zur Rechenschaft gezogen worden.